# Kněžnice
Kněžnice (en allemand : Knischnitz) est une commune du district de Jičín, dans la région de Hradec Králové, en République tchèque. Sa population s'élevait à 268 habitants en 2022.

## Géographie
Kněžnice se trouve à 7 km au nord-nord-ouest de Jičín, à 48 km au nord-ouest de Hradec Králové et à 79 km au nord-est de Prague.
La commune est limitée par Holenice au nord, par Lomnice nad Popelkou au nord-ouest, par Železnice à l'est, par Jinolice au sud-est et par
Libuň au sud-ouest et à l'ouest.

## Histoire
La première mention écrite de la localité date de 1227.

## Administration
La commune se compose de deux sections :
- Kněžnice
- Javornice

## Galerie

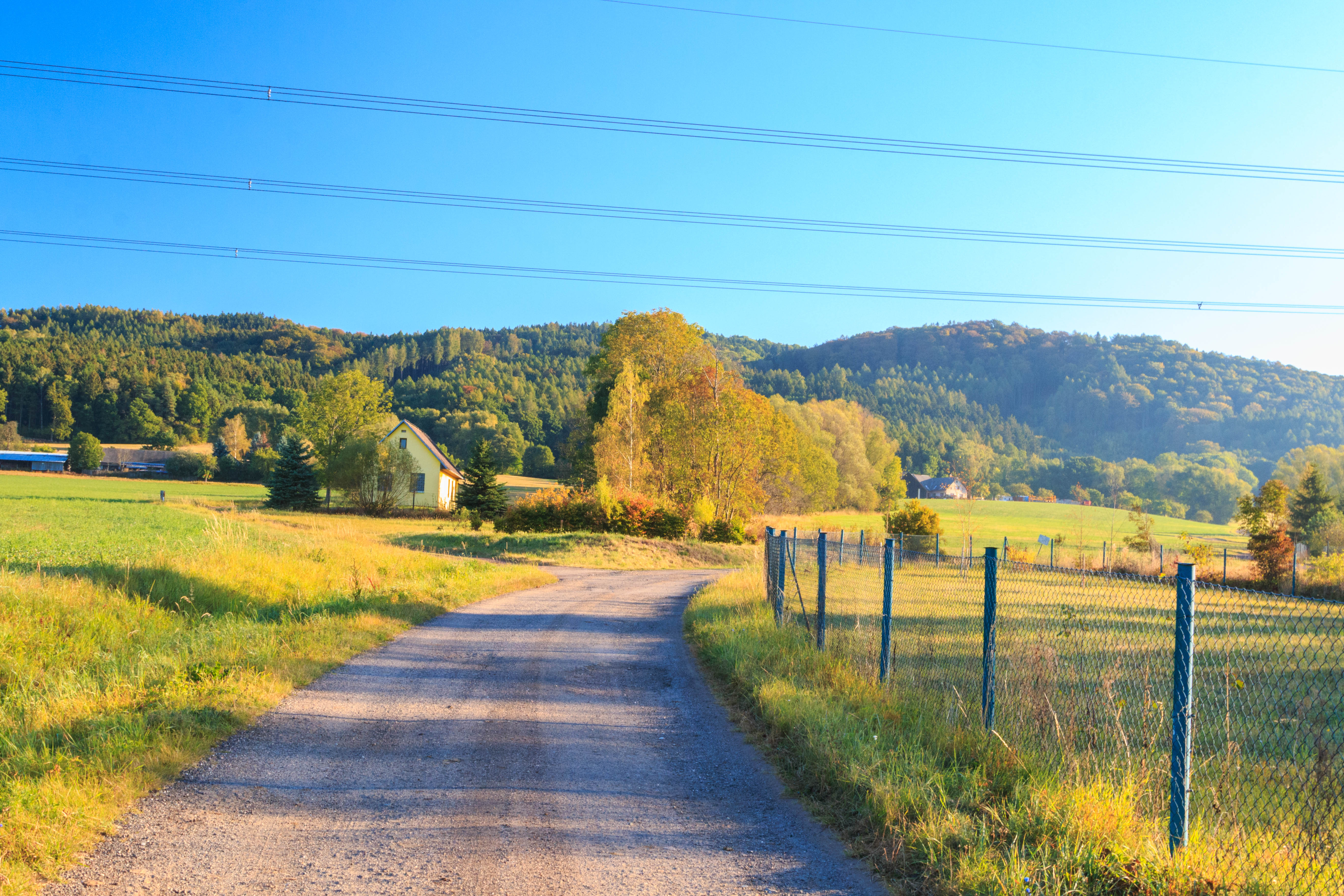
Dolní Kněžnice.

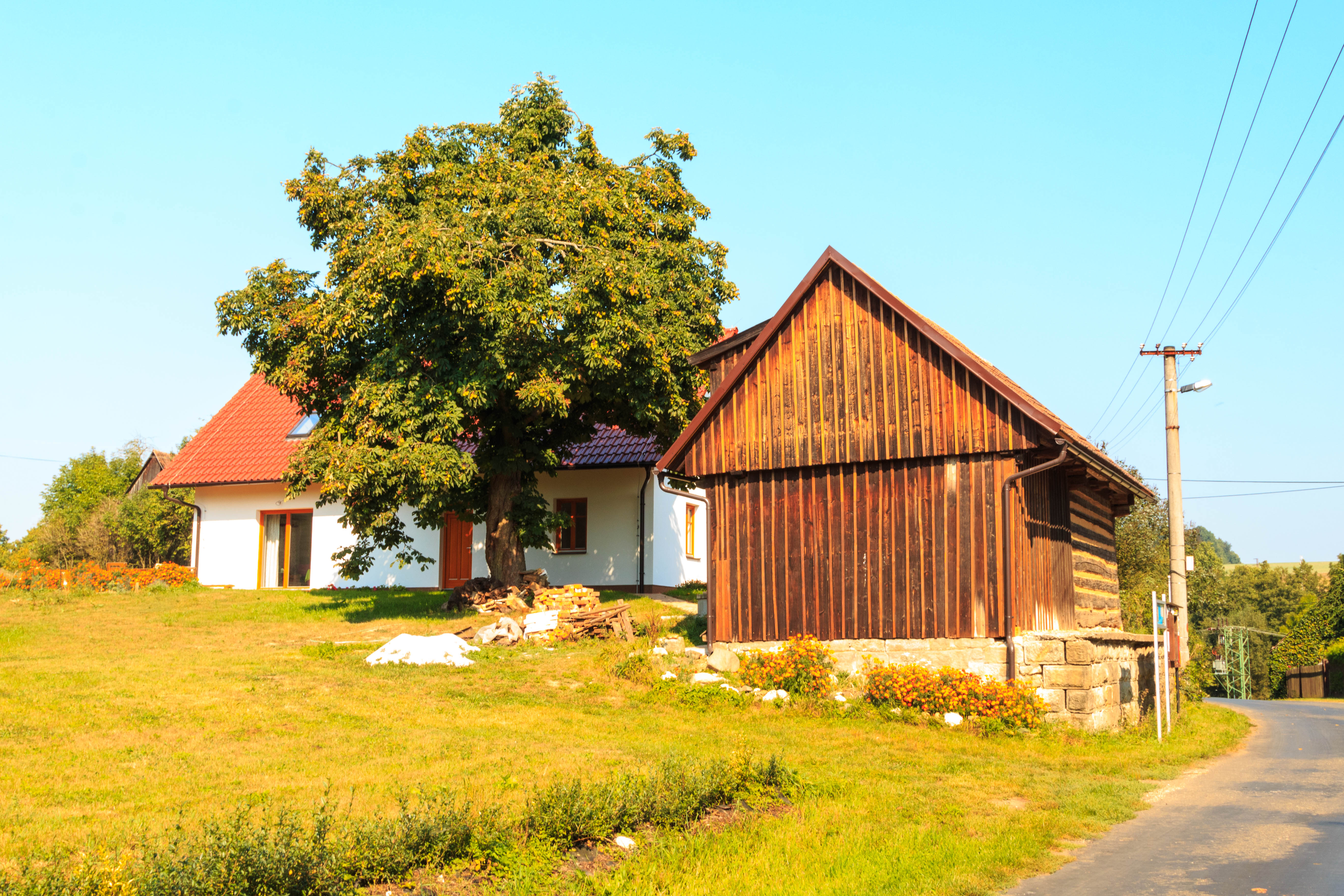
Javornice.
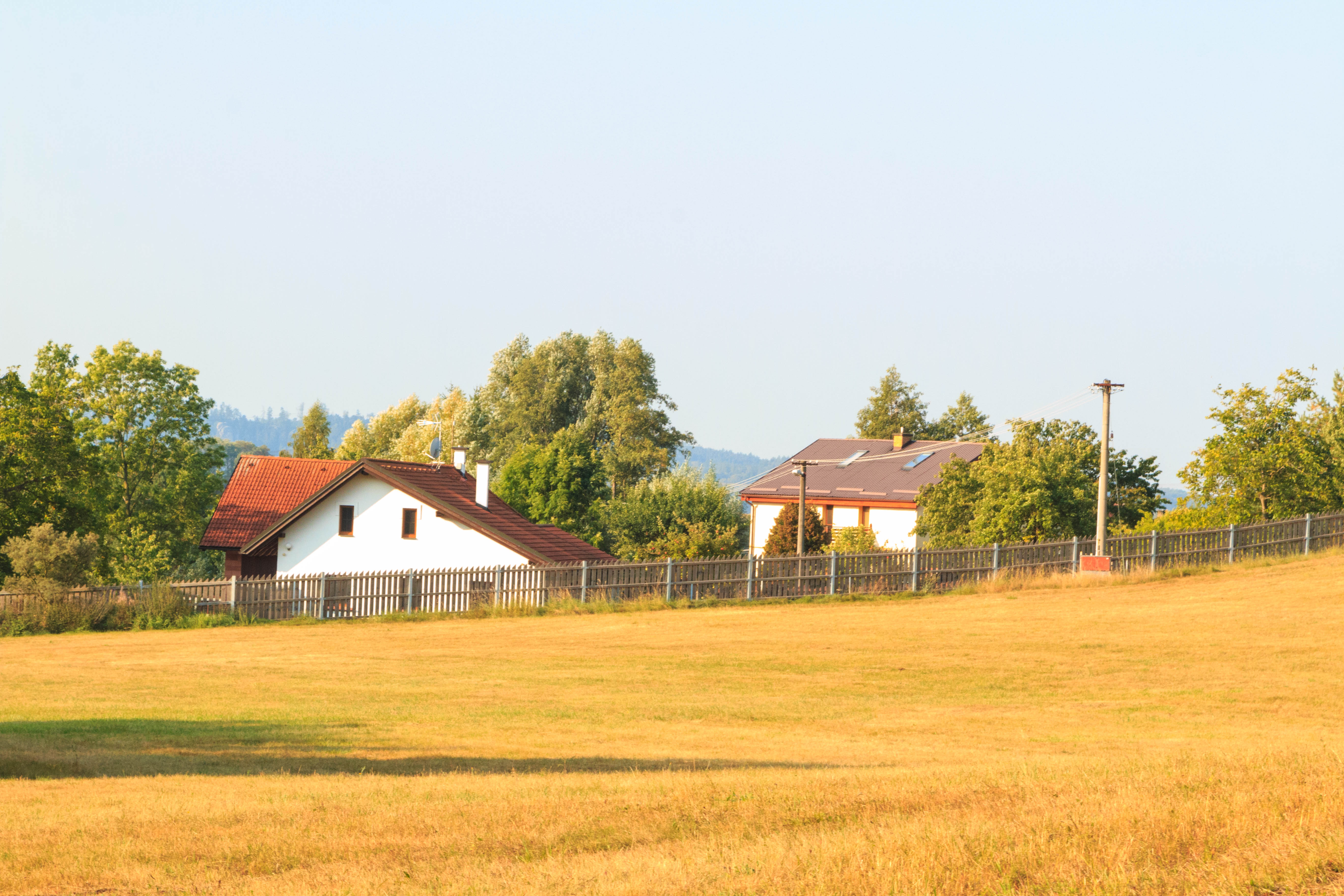
Nový Svět.

## Transports
Par la route, Kněžnice se trouve à 7 km de Jičín, à 57 km de Hradec Králové et à 94 km de Prague. 